# Saint-Michel-de-Maurienne
Saint-Michel-de-Maurienne este o comună în departamentul Savoie din sud-estul Franței. În 2009 avea o populație de 2.778 de locuitori.

## Evoluția populației
| An        | 1975  | 1982  | 1990  | 1999  | 2006  | 2009  |
| --------- | ----- | ----- | ----- | ----- | ----- | ----- |
| Populație | 3.743 | 3.418 | 2.919 | 2.714 | 2.768 | 2.778 |